# Aporophyla cinerascens
Aporophyla cinerascens là một loài bướm đêm trong họ Noctuidae.